# 海南染木树
海南染木树（学名：Saprosma hainanensis）为茜草科染木树属下的一个种。主要分布于中国海南，常见于崖县、陵水、保亭、东方和儋县等地。模式标本采于海南沙煲山。其种加词“hainanensis”意为“海南的”。